# HI-MACS
HI-MACS (někdy také LG HI-MACS nebo HiMacs) je převážně deskový materiál na bázi Aluminium TriHydrate (ATH) – vyrábí se z bauxitu, polymetylmetakrylátu a pigmentů, vyvinutý společností LG Hausys Europe. Řadí se do třídy materiálů Solid Surface, obecněji do Kompozitní materiál.

## Vlastnosti
- odolává nárazům, chemickým prostředkům, UV záření a vodě
- je kompaktní, neporézní
- vyrábí se primárně v deskách (cca 100 dekorů – barev, včetně průsvitných)
- má hladké spoje beze spár, což přispívá k jeho hygieničnosti i estetickému vyznění
- lze z něj snadno odstraňovat škrábance a nečistoty
- lze tvarovat za tepla na lise Termoforming

## Použití
HI-MACS je vhodný především pro namáhané plochy jako jsou
- pracovní desky
- barové pulty
- laboratorní stoly
- obklady stěn
- sprchové kouty
- fasády

## Konkurenční materiály
- Avonite od společnosti Aristech Acrylics LLC
- Corian od společnosti DuPont
- Staron od společnosti Samsung
- Swanstone od společnosti The Swan Corporation